# Apnica
Apnica je nasičena vodna raztopina gašenega apna (kalcijevega hidroksida). Kalcijev hidroksid je sicer le slabo vodotopen (1,5 g/L pri 25 °C) Čista apnica je bistra, brezbarvna bazična raztopina z blagim vonjem po prsti ter lužnatim okusom po kalcijevem hidroksidu. 
Z apnico si kemiki pomagajo pri dokazovanju ogljikovega dioksida; ko ogljikov dioksid uvedemo v apnico, ta  pomotni zaradi nastanka trdnega kalcijevega karbonata (CaCO3). Drug produkt te reakcije je voda.

## Reakcija apnice z ogljikovim dioksidom
Ko ogljikov dioksid uvedemo v apnico, se tvori netopen kalcijev karbonat, ki daje mlečnato suspenzijo:
Ca(OH)2(aq) + CO2(g) → CaCO3(s) + H2O(l)
Ob dodatku presežnega CO2 reakcija poteče naprej do kalcijevega hidrogenkarbonata:
CaCO3(s) + H2O(l) + CO2(g) → Ca(HCO3)2(aq)